# Sa Nghĩa
Sa Nghĩa là một xã thuộc huyện Sa Thầy, tỉnh Kon Tum, Việt Nam.
Xã Sa Nghĩa có diện tích 37,50 km², dân số năm 2019 là 2.794 người, mật độ dân số đạt 75 người/km².